# Stavenhagen
Stavenhagen, niederdeutsch Stemhagen, ist eine Kleinstadt im Landkreis Mecklenburgische Seenplatte in Mecklenburg-Vorpommern. Die mecklenburgische Stadt ist Amtssitz des Amtes Stavenhagen und führt seit 1949 die Bezeichnung Reuterstadt vor ihrem Namen. Für seine Umgebung ist der Ort ein Grundzentrum.

## Geografie

### Geografische Lage
Stavenhagen liegt nordwestlich von Neubrandenburg, nördlich von Neustrelitz und nordöstlich von Waren. Am Ortsausgang in Richtung Demmin ist die alte Grenze zu Pommern am Ortseingang von Basepohl nur wenige Kilometer entfernt.

### Stadtgliederung
Zu Stavenhagen gehören folgende Ortsteile:
| - Basepohl - Basepohl Am See - Klockow - Kölpin | - Neubauhof - Pribbenow - Wüstgrabow |

### Klima
Durchschnittlich fallen 565 mm Niederschlag (Durchschnitt der Jahre 2001–2012). 2009 war Stavenhagen gemäß der Wetterbilanz des Deutschen Wetterdienstes mit einer Niederschlagsmenge von 442 mm im Jahr der trockenste Ort Deutschlands.

## Geschichte

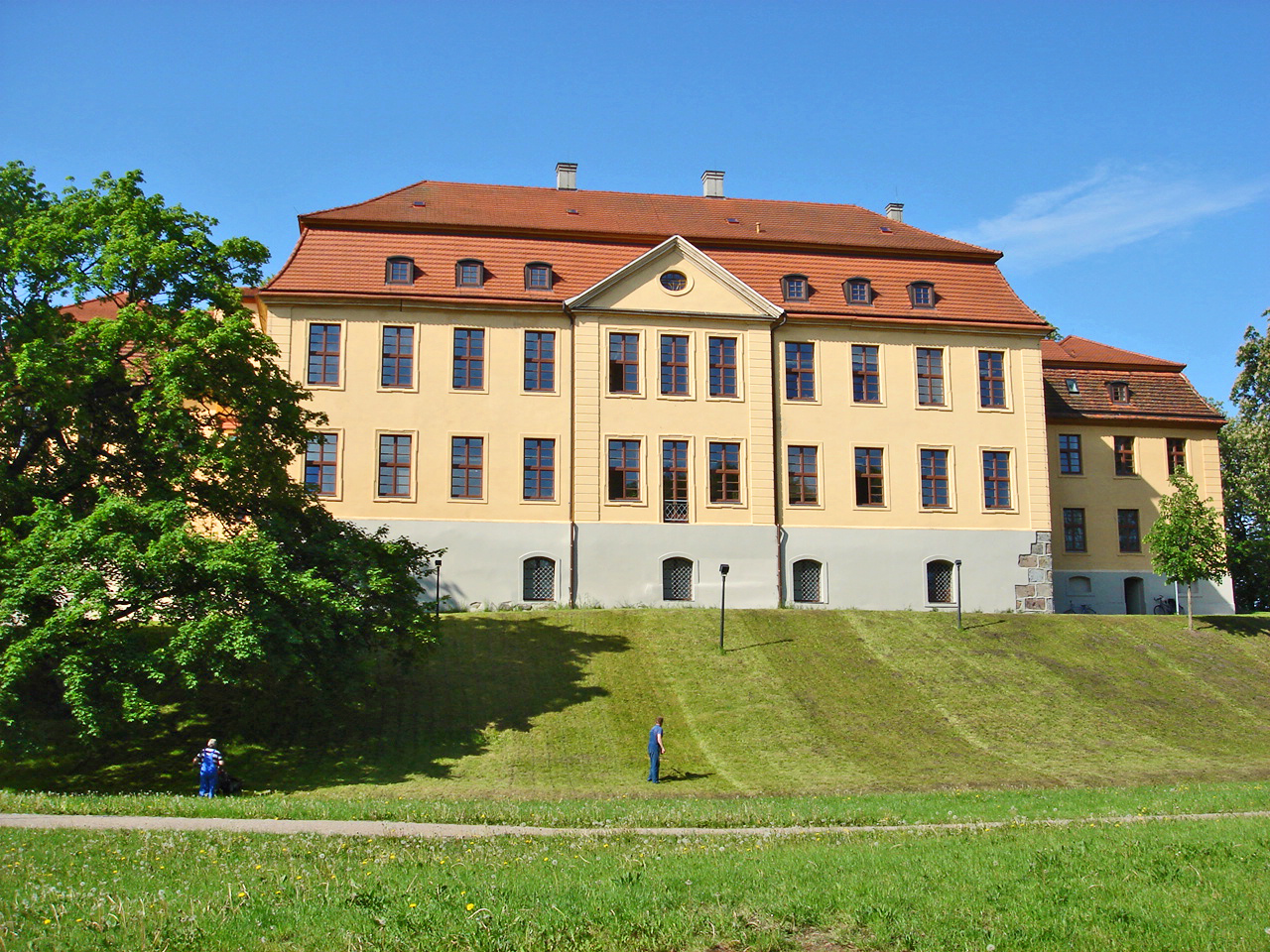
Schloss Stavenhagen, Parkseite

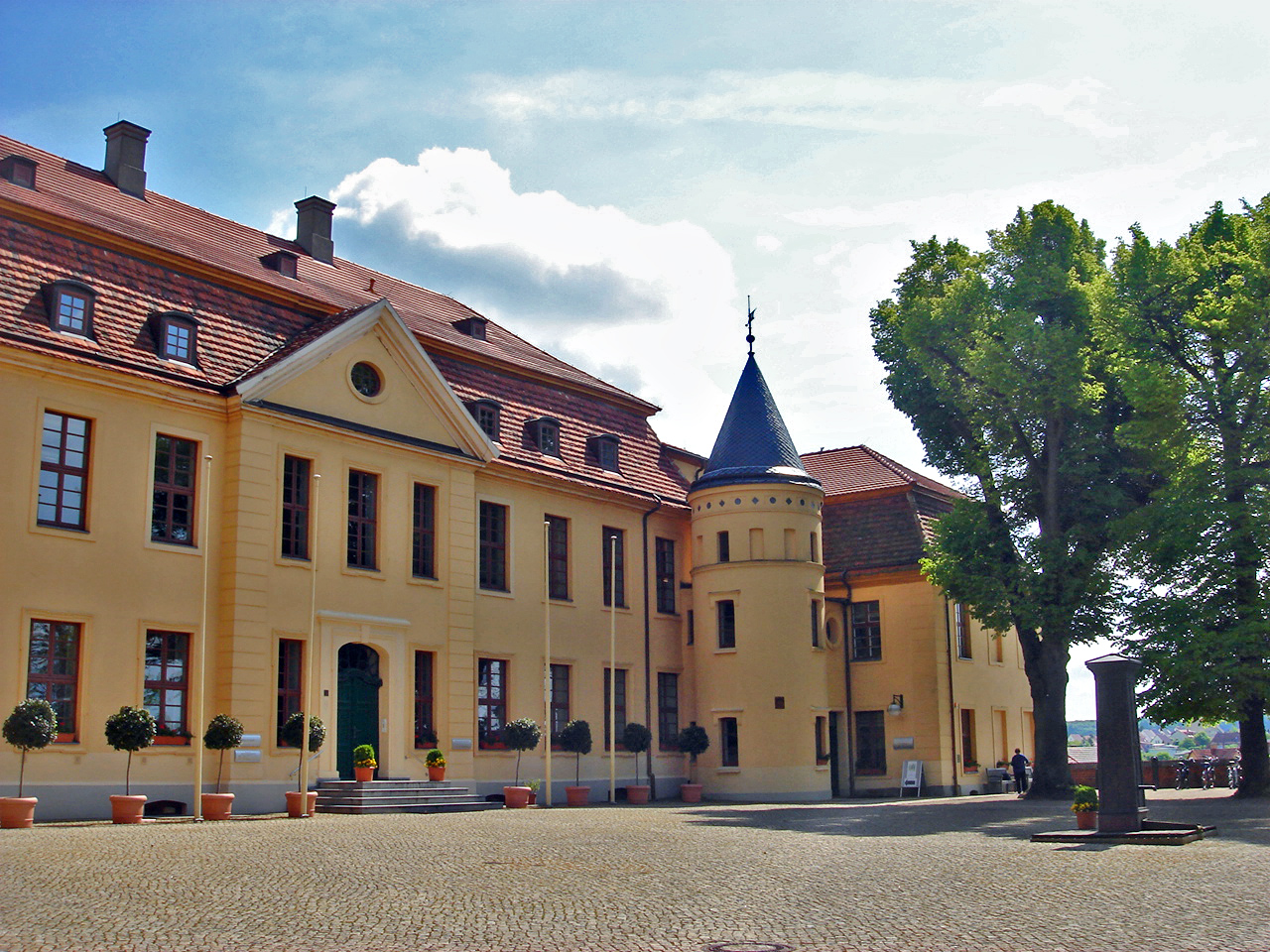
Schloss Stavenhagen, Portalseite mit Turm

### 13. bis 19. Jahrhundert
Stavenhagen wurde 1230 erstmals als  Stovenhage urkundlich erwähnt. Schon 34 Jahre später erhielt die Siedlung das Stadtrecht. Aus der Bestätigungsurkunde vom 29. Mai 1282 von Herzog Bogislaw IV. ist zu entnehmen, dass Stavenhagen das Stadtrecht, dessen Urkunde nicht überliefert ist, gemeinsam von den Herzögen Barnim I. und Wartislaw III. erhalten hat. Im 13. Jahrhundert war Stavenhagen der Hauptort eines gleichnamigen Landes (terra) unter der Herrschaft der Herzöge von Pommern. Dieses kam 1282 zunächst pfandweise, 1317 dann endgültig an die Herren von Werle. Nach deren Aussterben 1436 wurde Stavenhagen Landstadt in Mecklenburg und war als solche eine der Städte im Wendischen Kreis, die bis 1918 auf mecklenburgischen Landtagen der 1523 vereinten Landstände vertreten waren. Gegen Ende des Dreißigjährigen Krieges wurde 1648 die Stadt zerstört. Auch die Großbrände von 1727 und 1746 vernichteten große Teile der Stadt. Um 1740 wurde auf den Grundmauern früherer Burganlagen das heutige Schloss errichtet.
Seit der Mitte des 18. Jahrhunderts waren Juden im Ort ansässig, die 1764 den jüdischen Friedhof Stavenhagen einrichteten, der beim Novemberpogrom 1938 durch die Nazis verwüstet und 1943 eingeebnet wurde. Seit 1820 unterhielt die israelitische Gemeinde auch eine eigene Synagoge, ebenfalls 1938 geschändet und in Brand gesteckt, später als Tischlerei verwendet. Nach Jahren des Verfalls und partiellem Abbruch wurde sie 2013 bis 2017 renoviert und dient heute als Kulturstätte.
Zwischen 1774 und 1790 wurde die Stadtkirche neu gebaut und von 1783 bis 1788 das Rathaus errichtet. In der Amtszeit von Bürgermeister Georg Johann Jakob Reuter von 1808 bis 1845 kam es zum ersten wirtschaftlichen Aufschwung durch Einführung neuer landwirtschaftlicher Kulturen, Stallfütterung und die Gründung der ersten Lagerbierbrauerei Mecklenburgs.
1810 wurde in der Stadt Fritz Reuter, der Sohn des Bürgermeisters, geboren, der als einer der bedeutendsten Schriftsteller und Dichter niederdeutscher Literatur bekannt wurde. Er schilderte die Stadt mehrfach, besonders in Meine Vaterstadt Stavenhagen (1861).
Das 1866 gegründete Katharinenstift ist heute eine diakonische Einrichtung. 1879 bis 1952 bestand das Amtsgericht Stavenhagen.
1864 bekam Stavenhagen einen Anschluss an das Eisenbahnnetz. Die 1913 in Betrieb genommene Kleinbahnstrecke Demmin–Stavenhagen–Bredenfelde wurde 1945 als Reparationsleistung demontiert. In den Gründerjahren zur Amtszeit des Bürgermeisters Fritz Schultetus von 1879 bis 1905 setzte die industrielle Entwicklung in Stavenhagen ein. Eine Zuckerfabrik, eine Molkerei, ein Schlachthof, eine Dampfmühle, ein Sägewerk, eine Ziegelei, ein Elektrizitätswerk, ein Feuerwehrhaus und ein Krankenhaus wurden gebaut.

### 20. Jahrhundert
Um die Abwehr des Kapp-Putsches zu unterstützen, schlossen sich am 16. März 1920 Stavenhagener Landarbeiter dem am 13. März ausgerufenen Generalstreik mit Arbeitsniederlegungen an. In Folge des Zusammenbruchs des rechten Putsches am 17. März versuchte die Regierung, durch den Einsatz der Reichswehr wieder Kontrolle über die anhaltenden Streiks zu gewinnen.
Am 19. März 1920 zog daher die Demminer Reichswehr unter Führung des Leutnants Meinecke (Bataillon Jarmen) in Stavenhagen ein. Die ansonsten ruhig gebliebene Stadtbevölkerung war im Stadtzentrum versammelt. Da der Befehl, die Straße freizumachen, nicht sofort erfolgen konnte, wurde in die Menge geschossen.
Um zu vermitteln, ging der 60-jährige Stadtrat August Seidel mit erhobenen Händen auf die Straße und wurde nach wenigen Worten sofort erschossen. Das juristische Verfahren gegen Meinecke wurde wegen angeblicher Notwehr eingestellt. Heute erinnert auf dem Friedhof ein Grabmal an den Stadtrat.
Im Jahre 1928 erhielt die Stadt eine zentrale Wasserversorgung, und 1932 wurde die katholische Kirche St. Paulus geweiht.
Von 1952 bis 1994 gehörte Stavenhagen zum Kreis Malchin (bis 1990 im DDR-Bezirk Neubrandenburg, danach im Land Mecklenburg-Vorpommern). 1994 wurde die Stadt in den Landkreis Demmin eingegliedert. Seit der Kreisgebietsreform 2011 liegt die Stadt im Landkreis Mecklenburgische Seenplatte.
Im alten Stavenhagener Rathaus am Markt entstand 1960 das Fritz-Reuter-Literaturmuseum. 1972 wurde das bedeutendste private Wirtschaftsunternehmen des damaligen Bezirks Neubrandenburg, die Koffer KG Hermelink, als eine der letzten namhaften Firmen zwangsverstaatlicht und deren Besitzer außer Landes getrieben. 1974 wurde im Ortsteil Basepohl ein Standort für ein Hubschraubergeschwader der Nationalen Volksarmee gebaut.
Nach der politischen Wende wurde ab 1991 der historische Stadtkern im Rahmen der Städtebauförderung grundlegend saniert; das Stadtbild mit dem Schloss hat sich dadurch deutlich verbessert.

### Eingemeindungen
Am 1. Juli 1950 wurden die bisher eigenständigen Gemeinden Kölpin, Neubauhof und Stavenhof eingegliedert. Basepohl, Klockow und Pribbenow kamen am 1. Januar 1951 hinzu.

## Bevölkerung
| Jahr | Einwohner |
| ---- | --------- |
| 1990 | 8907      |
| 1995 | 8329      |
| 2000 | 7104      |
| 2005 | 6400      |
| 2010 | 5857      |
| 2015 | 5586      |

| Jahr | Einwohner |
| ---- | --------- |
| 2020 | 5721      |
| 2021 | 5687      |
| 2022 | 5803      |
| 2023 | 5768      |

 Stand: 31. Dezember des jeweiligen Jahres

## Politik

### Stadtvertretung

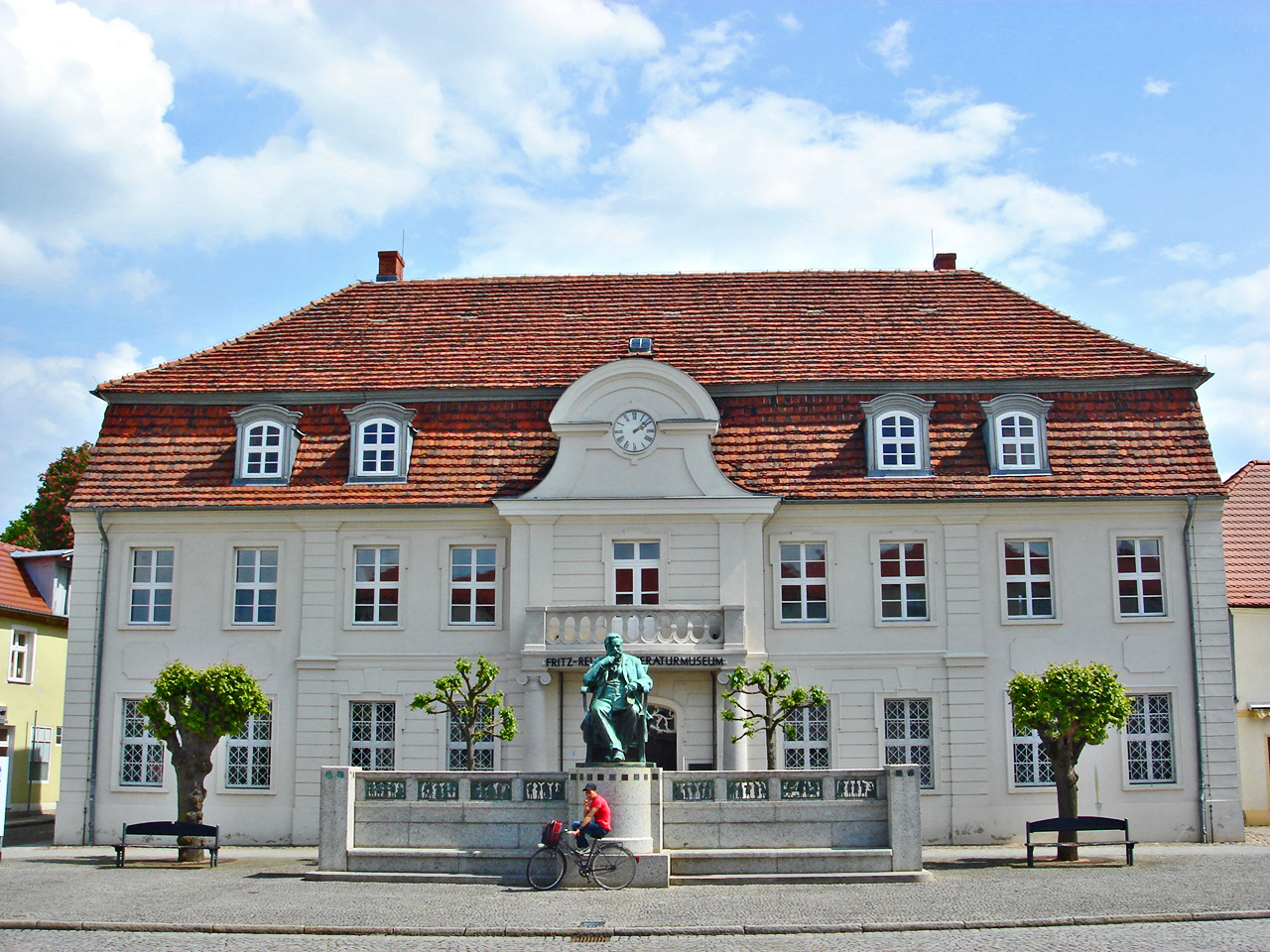
Ehemaliges Rathaus von Stavenhagen mit Fritz-Reuter-Denkmal, heute als Fritz-Reuter-Literaturmuseum dem Dichter gewidmet

Die Stadtvertretung Stavenhagens besteht aus 14 Mitgliedern. Die Kommunalwahl am 9. Juni 2024 führte bei einer Wahlbeteiligung von 57,7 % zu folgendem Ergebnis:
| Partei / Wählergruppe                  | Stimmenanteil 2019 | Sitze 2019 |  | Stimmenanteil 2024 | Sitze 2024 |
| -------------------------------------- | ------------------ | ---------- |  | ------------------ | ---------- |
| CDU                                    | 31,3 %             | 5          |  | 32,0 %             | 6          |
| Unabhängige Fraktion Stavenhagen (UFS) | 21,8 %             | 4          |  | 22,3 %             | 4          |
| AfD                                    | –                  | –          |  | 16,9 %             | 1          |
| Die Linke                              | 30,9 %             | 5          |  | 13,8 %             | 2          |
| Einzelbewerber Lutz Trautmann          | –                  | –          |  | 13,5 %             | 1          |
| Cannabis und Bürgerrechte              | –                  | –          |  | 01,4 %             | –          |
| Reuterstädter Bürgergemeinschaft       | 11,9 %             | 2          |  | –                  | –          |
| SPD                                    | 04,1 %             | 1          |  | –                  | –          |
| Insgesamt                              | 100 %              | 17         |  | 100 %              | 14         |

Bei der Wahl 2024 entfielen auf die AfD drei Sitze. Da sie nur eine Kandidatin aufgestellt hatte, bleiben in der Stadtvertretung zwei Sitze unbesetzt. Auf den Einzelbewerber Trautmann entfielen zwei Sitze. Daher bleibt ein weiterer Sitz unbesetzt.

### Bürgermeister
- 1985–2019: Bernd Mahnke
- seit 2020: Stefan Guzu (parteilos)

Mahnke war 34 Jahre Bürgermeister und damit dienstältester hauptamtlicher Bürgermeister in Mecklenburg-Vorpommern. Zunächst war er Mitglied der SED; nach seinem Austritt 1990 führte er für mehrere Monate als Parteiloser das Amt weiter, trat 1991 in die CDU ein, aus der er 2009 wieder austrat.
Guzu wurde in der Bürgermeisterstichwahl am 17. November 2019 mit 69,6 Prozent der gültigen Stimmen für eine Amtsdauer von neun Jahren gewählt.

### Wappen
| Wappen der Stadt Stavenhagen | Blasonierung: „In Gold ein hersehender, golden gekrönter schwarzer Stierkopf mit geschlossenem Maul, ausgeschlagener roter Zunge und silbernen Hörnern.“ |
| Wappen der Stadt Stavenhagen | Wappenbegründung: Das älteste Stadtsiegel von Stavenhagen – als Abdruck erstmals 1353 überliefert – zeigt einen Dreieckschild mit aufgerichtetem Greifen, das Wappenbild der Herzöge von Pommern. Jüngere Stadtsiegel beinhalten einen Stierkopf als kleines landesherrliche Symbol des mecklenburgischen Herrscherhauses. Bei der Wappengestaltung im Jahre 1857 hatte Friedrich Lisch sich für den werleschen Stierkopf entschieden und unter Nichtachtung des Ausschließlichkeitsgrundsatzes ein mit dem Krakower Stadtwappen völlig identisches Wappenbild schaffen und festlegen lassen. Das Wappen erinnert mit dem für die Werler Linie des mecklenburgischen Fürstenhauses typischen Stierkopf an die Herren zu Werle bzw. Fürsten zu Wenden als Stadtherren von Stavenhagen vom Ende des 13. Jahrhunderts bzw. von 1317 bis 1436. Das Wappen wurde 1884 von Carl Teske gezeichnet, am 10. April 1858 von Großherzog Friedrich Franz II. von Mecklenburg-Schwerin festgelegt und unter der Nr. 13 der Wappenrolle des Landes Mecklenburg-Vorpommern registriert. |

Historisches Wappen
| Wappen der Stadt Stavenhagen 1939–1945 | Blasonierung: „In Gold ein aufgerichteter schwarzer Greif.“ |
| Wappen der Stadt Stavenhagen 1939–1945 | Wappenbegründung: Das Wappen basiert auf dem ältesten Stadtsiegel von Stavenhagen – überliefert durch einen Abdruck aus dem Jahre 1353 – das einen Dreieckschild mit aufgerichtetem Greifen zeigt. Das Wappen verlor schon bald nach dem Ende des II. Weltkrieges seine Gültigkeit. Das Wappen wurde von Heraldiker Hans Herbert Schweitzer gestaltet und am 30. September 1939 durch den Reichsstatthalter in Mecklenburg verliehen. |

### Flagge
Die Stadt verfügt über keine amtlich genehmigte Flagge.

### Dienstsiegel
Das Dienstsiegel zeigt das Wappen der Stadt mit der Umschrift REUTERSTADT STAVENHAGEN.

### Städtepartnerschaften
- Preetz (Schleswig-Holstein) seit 7. Juli 1990
- Werdohl im Sauerland (Nordrhein-Westfalen) seit 10. August 1990
- Šilalė in Litauen seit 2. November 1994
- Eisenach (Thüringen) seit 2. September 2023

## Sehenswürdigkeiten

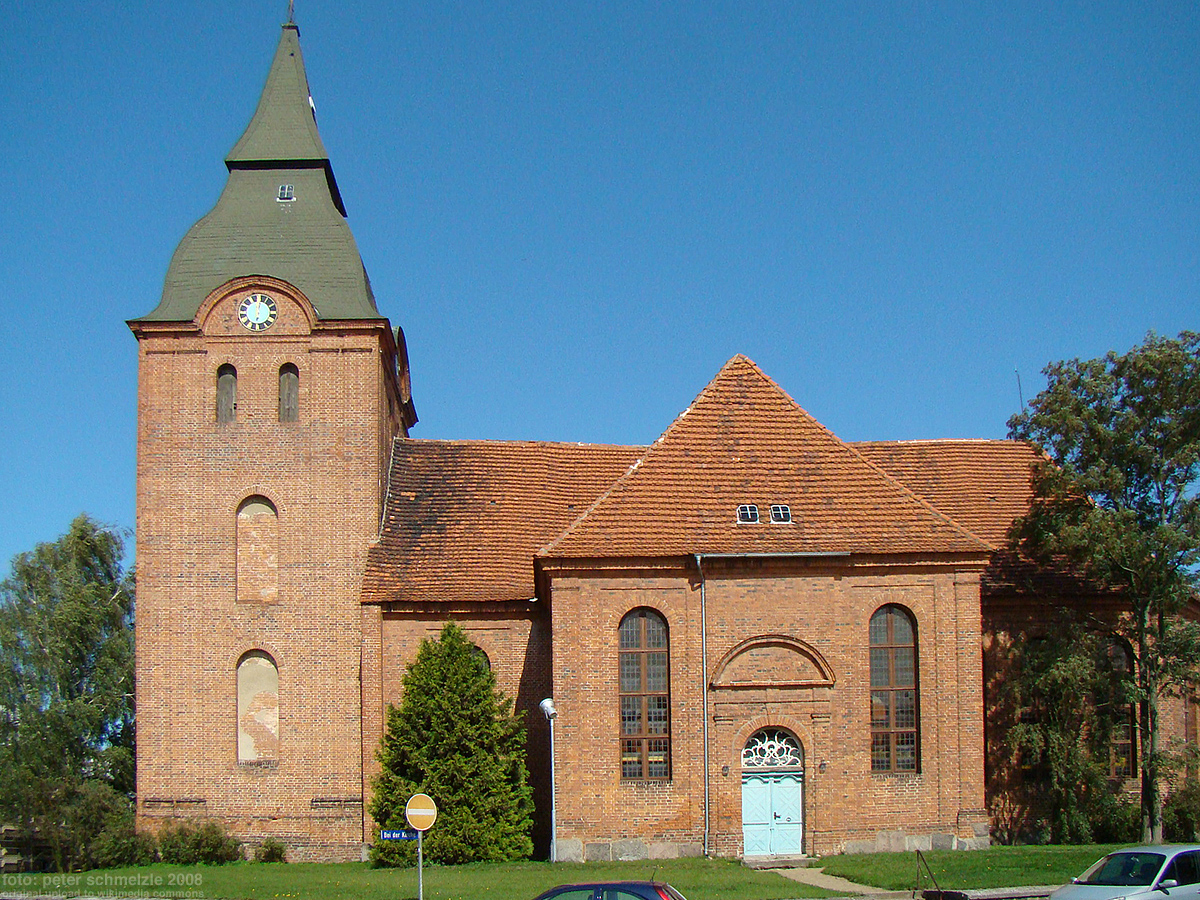
Stadtkirche

Siehe auch Liste der Baudenkmale in Stavenhagen
- Ehemaliges Rathaus, Geburtshaus von Fritz Reuter, dient als Fritz-Reuter-Literaturmuseum. Davor steht das 1911 von Wilhelm Wandschneider geschaffene Fritz-Reuter-Denkmal.
- Schloss Stavenhagen, um 1740 entstandener Putzbau, der um 1890 um einen runden Treppenturm ergänzt wurde. Die Anlage war bis in die 1970er Jahre eine Schule und ist heute Verwaltungssitz und Standesamt von Stavenhagen.
- Stadtkirche, 1782 erbaut, enthält Ausstattungsgegenstände verschiedener Epochen, neben Altar und Empore aus der Zeit ihrer Errichtung auch eine Kanzel um 1600 sowie die Lütkemüller-Orgel von 1861 mit einem älteren Orgelprospekt
- Ehemalige Synagoge, hat die Nazi-Zeit überstanden, war allerdings jahrzehntelang eine Ruine. Von 2013 bis 2017 wurde eine umfassende Sanierung durchgeführt.[20][21] Sie dient nun einer Ausstellung zur Geschichte der jüdischen Gemeinde Stavenhagens und wird für Konzerte, Lesungen und andere Veranstaltungen genutzt.[22]
- Eiche bei Klockow mit einem Brusthöhenumfang von 7,56 m (2016).[23]

## Wirtschaft und Infrastruktur

### Unternehmen
In der DDR befanden sich in Stavenhagen die VEB Dauermilchwerk Immergut, Kartoffelveredelungswerk und Kofferfabrik. Nach der Wende konnte Stavenhagen eine für Mecklenburg-Vorpommern erstaunliche Übernahme, Erweiterung und Ansiedlung von Unternehmen verzeichnen. Auf zwei Gewerbegebieten sind vor allem Betriebe der Lebensmittelindustrie wie die Pfanni GmbH & Co. OHG, die Pommernland Fleisch- und Wurstwaren GmbH, die Immergut Dauermilch GmbH und die Tutower Senf GmbH sowie das Speditionsgewerbe, zum Beispiel mit der KP Logistik GmbH und der Dachser SE, vertreten. Die Netto Supermarkt OHG hat in Stavenhagen ihr Zentrallager. Die Immergut-Molkerei in Stavenhagen wurde 2017 geschlossen. Der Name des in der Nähe stattfindenden Immergut Festivals geht auf die 1930 gegründete Marke zurück.
Bedingt durch die Gewerbesteuereinnahmen ist die Stadt seit 2005 schuldenfrei. Dies bringt für Familien eine Reihe von Annehmlichkeiten mit sich, wie etwa ein seit 2007 gezahltes sogenanntes Begrüßungsgeld für Neugeborene und Zuschüsse zur Kindergarten- und Schulspeisung. Als Nebeneffekt erhofft man sich, der rückläufigen Bevölkerungsentwicklung entgegenwirken zu können.

### Verkehr

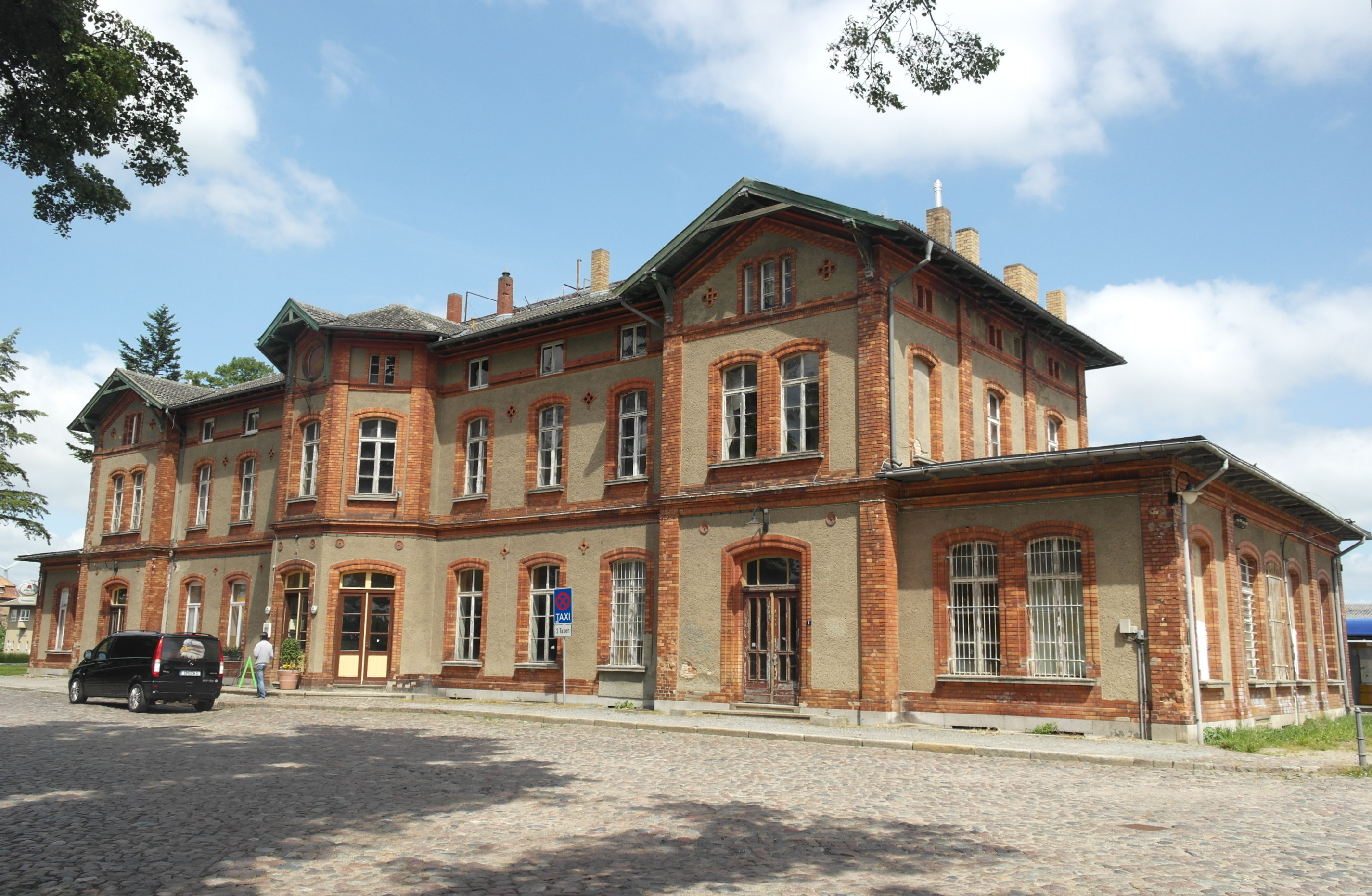
Bahnhof Stavenhagen

In Stavenhagen kreuzen sich die Bundesstraßen B 104 (Teterow–Neubrandenburg) und B 194 (Waren–Stralsund). Die nächstgelegene Autobahnanschlussstelle ist Altentreptow an der A 20 (Rostock–Kreuz Uckermark) in ca. 30 km Entfernung.
Der Bahnhof Reuterstadt Stavenhagen am nördlichen Stadtrand liegt an der Bahnstrecke Bützow–Stettin. Er wird von der Regional-Expresslinie RE 4 (Lübeck–Stettin) bedient.
Verbindungen in die umliegenden Ortschaften bestehen mit den regionalen Buslinien der MVVG. Auf dem Reuterplatz im Stadtzentrum befindet sich der zentrale Omnibusbahnhof.

### Bildung
- Fritz-Reuter-Grundschule, Goethestraße 14
- Reuterstädter Gesamtschule, Straße am Wasserturm 1

## Persönlichkeiten

### Söhne und Töchter der Stadt
- Julius Caspar (1801–1863), Mediziner
- Fritz Reuter (1810–1874), Schriftsteller
- August Drechsler (1821–1897), Richter und Abgeordneter der Frankfurter Nationalversammlung
- Bernhard Caspar (1844–1918), Bankier und Generalkonsul
- Bertha von der Lancken (1863–1950), Schriftstellerin, auf dem Stavenhof geboren
- Hartwig von Bülow (1871–1939), Generalmajor der Reichswehr
- Max Michels (1874–1925), Schriftsteller
- Rudolf Mokry (1905–1944), Widerstandskämpfer, in Klockow geboren
- Manfred Brümmer (1947–2021), Schauspieler, Dramaturg und Autor
- Bert Papenfuß-Gorek (1956–2023), Lyriker
- Anke Behmer (* 1961), Leichtathletin
- Ralf Bartels (* 1978), Kugelstoßer und Ehrenbürger der Stadt Stavenhagen

### Persönlichkeiten, die in Stavenhagen gewirkt haben
- Georg Johann Reuter (1776–1845), Bürgermeister und Stadtrichter
- Ernst Lübbert (1879–1915), Maler, lebte in seiner Jugendzeit in Stavenhagen
- Arnold Hückstädt (* 1935), Direktor des Fritz-Reuter-Literaturmuseums
- Cornelia Nenz (* 1950), Direktorin des Fritz-Reuter-Literaturmuseums